# Olmeta-di-Capocorso
Olmeta-di-Capocorso (korsisch Olmeta di Capicorsu; italienisch Olmeta di Capocorso) ist eine Gemeinde im französischen Département Haute-Corse auf der Mittelmeerinsel Korsika. Sie gehört zum Kanton Cap Corse im Arrondissement Bastia. Die Bewohner nennen sich Olmetais.

## Geografie
Olmeta-di-Capocorso befindet sich auf dem Cap Corse und grenzt im Westen an das Ligurische Meer und im Südwesten an den Golf von Saint-Florent. Das Siedlungsgebiet liegt durchschnittlich auf 200 Metern über dem Meeresspiegel und besteht aus den Dörfern Olmeta und Marine de Negru. Die Nachbargemeinden sind Nonza im Nordwesten, Olcani im Norden, Brando im Osten, Santa-Maria-di-Lota im Südosten sowie Farinole im Süden.

## Sehenswürdigkeiten
- Rathaus (Mairie), um die Wende vom 19. zum 20. Jahrhundert erbaut
- Kirche Saint-Césaire
- Tour de Negro, erbaut 1559/60
- Grotta Scritta mit Malereien, welche der Bronzezeit zugeordnet werden
- Pont à deux arches
- Chapelle confrérie Sainte-Croix, erbaut im 16. Jahrhundert
- Kirche Saint-Érasme auf 523 m. ü. M., erbaut im 11. Jahrhundert
- Kapelle Saint-Roch resp. San Roccu, erbaut im 16. Jahrhundert
- Kapelle Notre-Dame-des-Sept-Douleurs, datiert auf das Jahr 1693
- Chapelle de l'Annonciation
- fünf Kapellen („Chapelles funéaires familiales“)

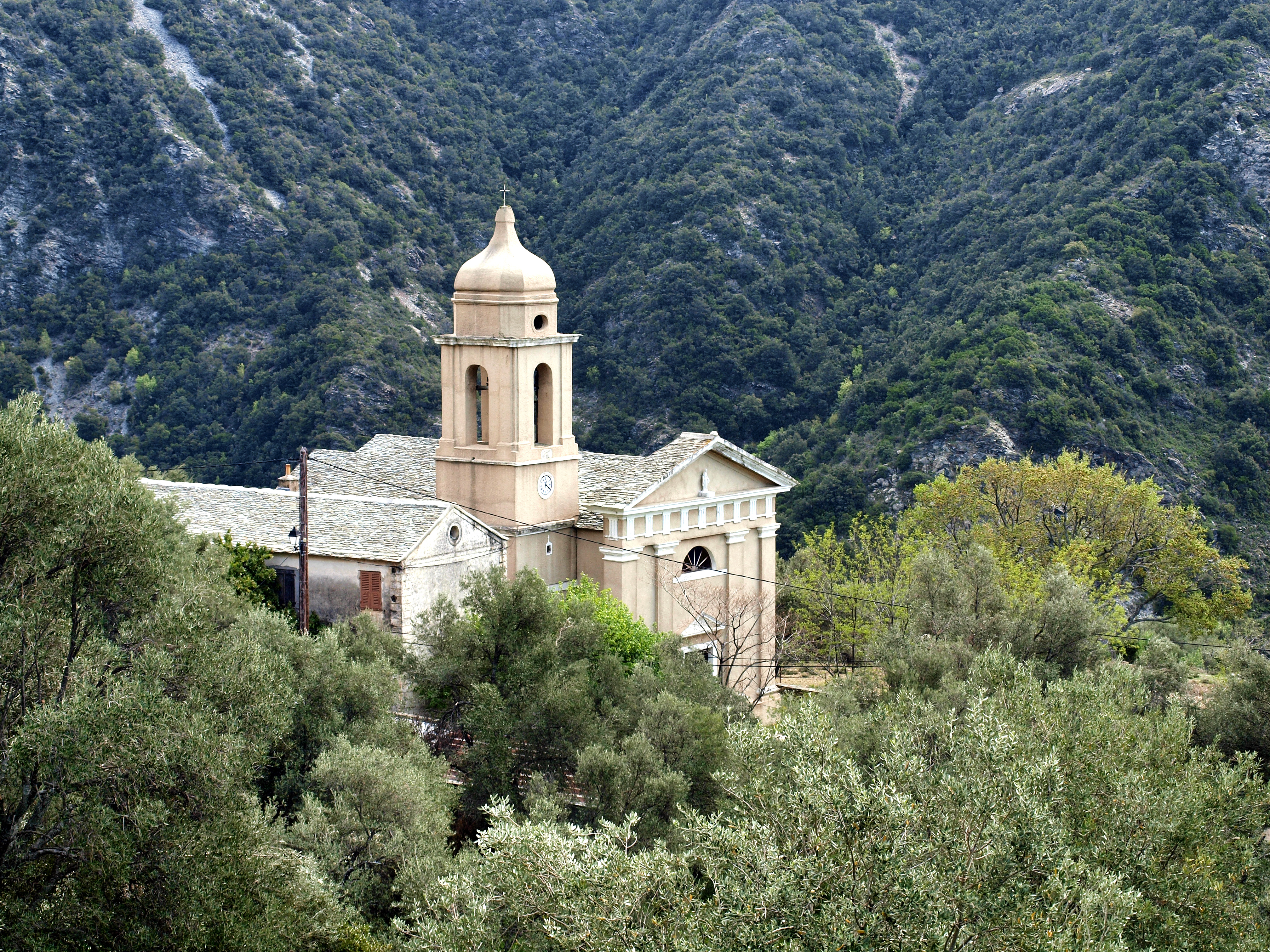
Kirche Saint-Césaire
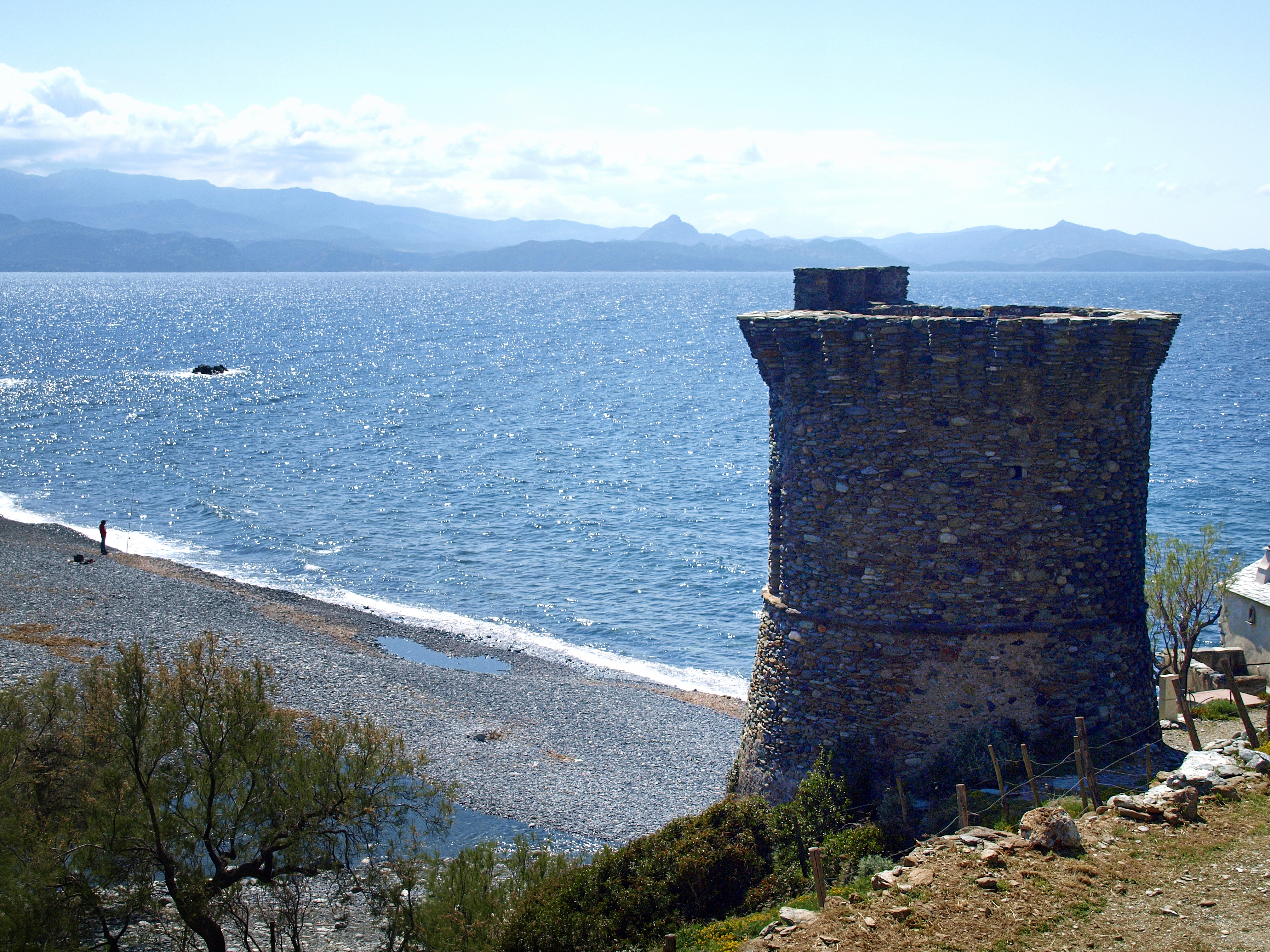
Tour de Negro
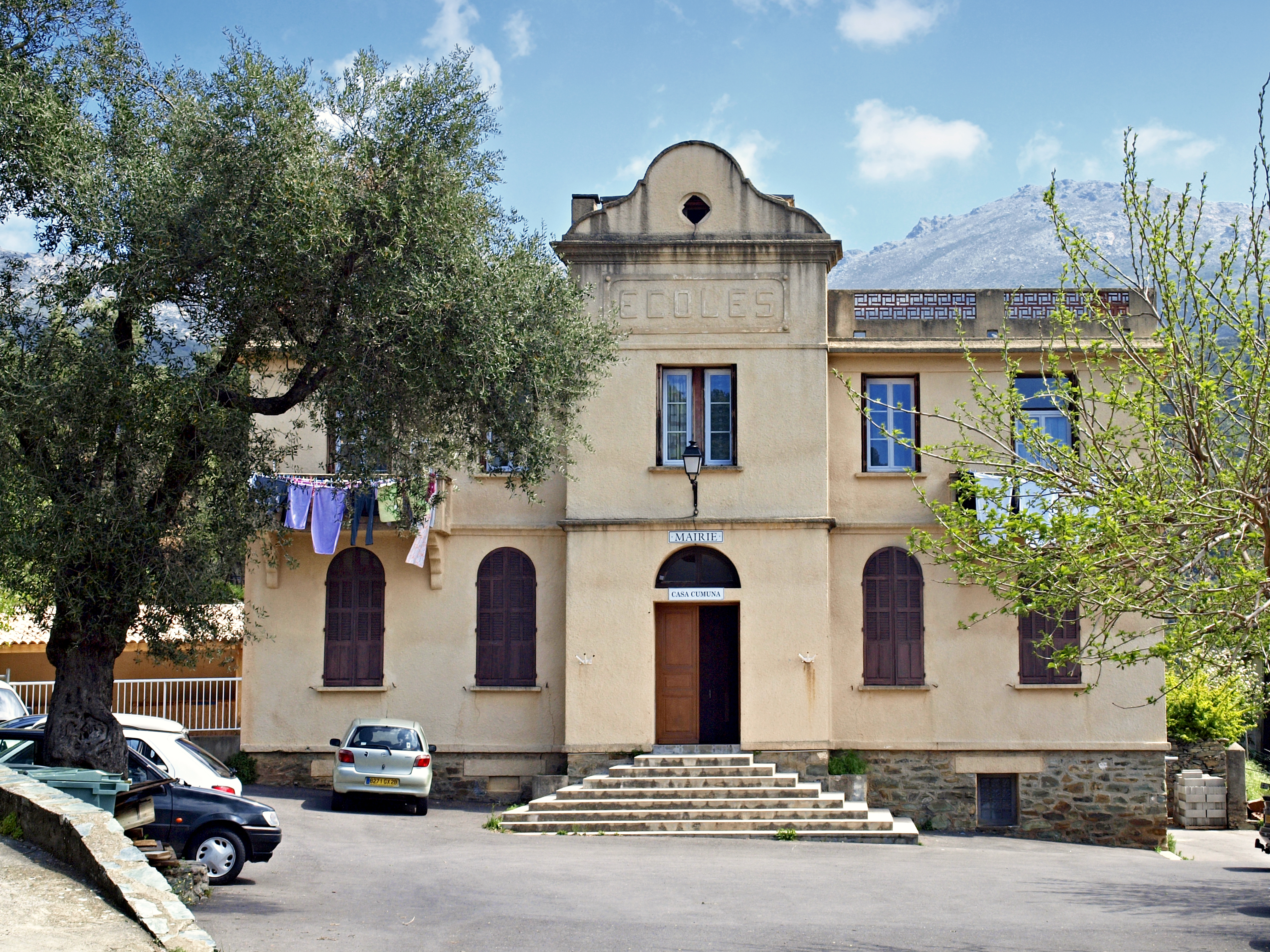
Mairie
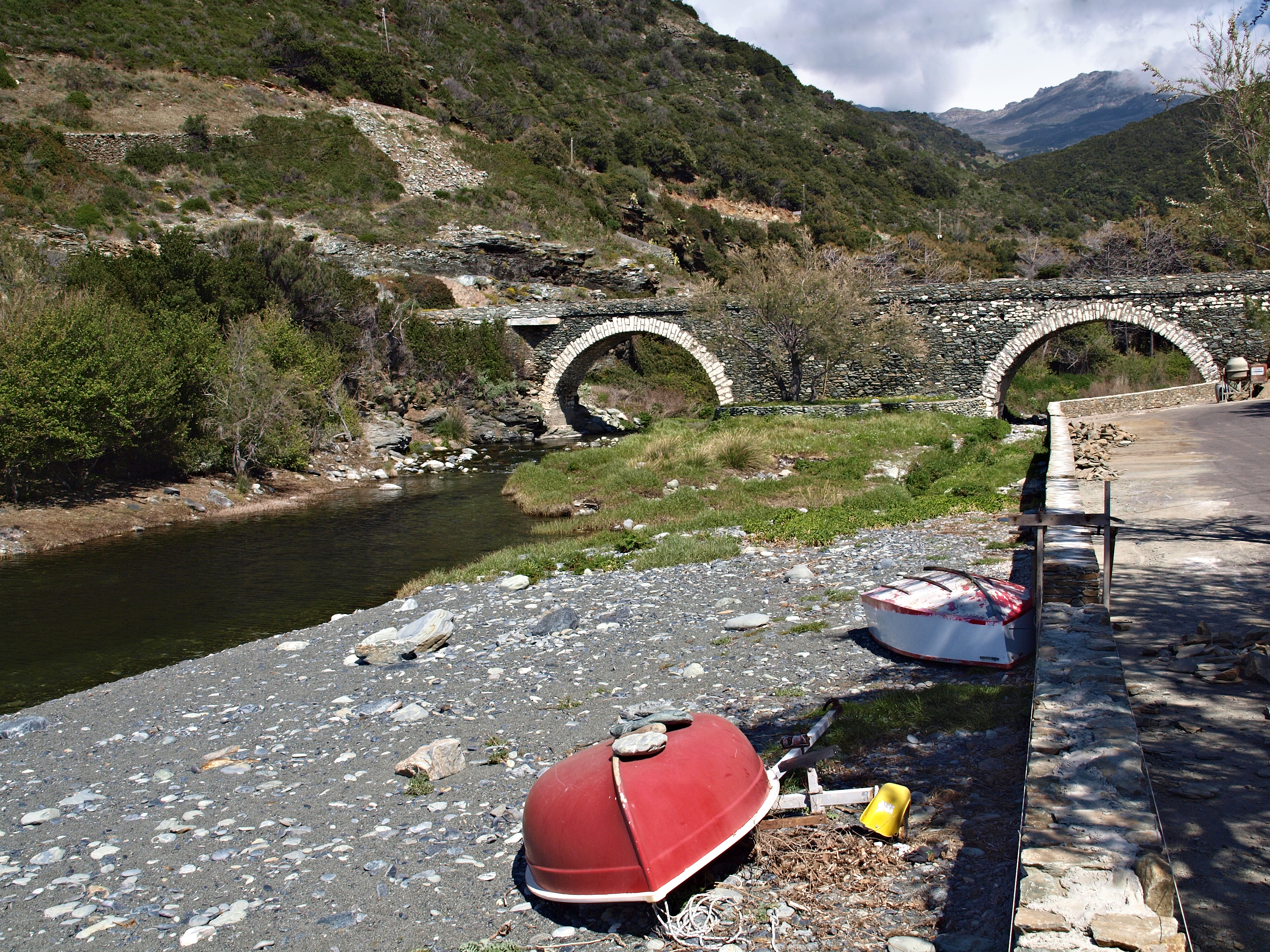
Pont à deux arches

## Bevölkerungsentwicklung
| Jahr      | 1962 | 1968 | 1975 | 1982 | 1990 | 1999 | 2008 | 2012 |
| --------- | ---- | ---- | ---- | ---- | ---- | ---- | ---- | ---- |
| Einwohner | 217  | 210  | 175  | 126  | 104  | 112  | 132  | 144  |